# Palatul Contesei Anna Mirbach
Palatul Contesei Anna Mirbach, este o clădire istorică situată în Timișoara, pe Bulevardul 3 August 1919, nr. 33.
Face parte din Situl urban „Fabric” (II), monument istoric cod LMI TM-II-s-B-06097.

## Istorie
În secolul al XIX-lea, pe locul actualei clădiri, exista o casă modestă, pe parter, aparținând lui Pavle Sterio-Polichroni. Fiica sa, Anna Maria, căsătorită cu contele Friedrich Gotthard Hugo von Mirbach, obține autorizația de construire pentru cădirea actuală la data de 29 februarie 1904, aceasta fiind finalizată la data de 13 mai 1905. Imobilul a fost construit după planurile arhitectului Josef Kremer Senior. Edificiul a fost construit de către contesă pentru a fi casă de raport, nefiind folosit ca reședință de către aceasta.
În prima jumătate a secolului XX, numeroase ateliere meșteșugărești și societăți comerciale își desfășurau aici activitatea. Printre acestea se numărau Magazinul de textile en gros "A. Schönbrunn & Pinkesz", Atelierul de confecții "Frank & Schnabel", Korona Bank, Ceasornicăria "H. M. Engel", Atelierul de croitorie pentru haine bărbătești și magazinul de textile și galanterie "Wilhelm Fülöp", Fierăria "Steingaszner & Thellmann", Magazinul de textile și galanterie "Haring Gustav" și altele.
În perioada interbelică, palatul contesei Mirbach a găzduit biblioteca sârbească din Fabric și redacția ziarului „Temišvarski Vesnik”.
În timpul Revoluției din 1989, unul dintre spațiile comerciale de la parter, situat în fața Pieței Traian, a fost incendiat.

## Descriere
Imobilul este realizat în stilul arhitectural Seccesion, fiind ornamentată cu pilaștri pe două niveluri, care cadrează traveele fațadei. Clădirea prezenta și amfore decorative ce încununau cornișa, care s-au pierdut.